# Calligraphidia tessellata
Calligraphidia tessellata is een vlinder uit de familie spinneruilen (Erebidae). De wetenschappelijke naam is voor het eerst geldig gepubliceerd in 1917 door Kenrick.
De soort komt voor in tropisch Afrika.